# 蕭恩·哈特西
蕭恩·哈特西（Shawn Hatosy，1975年12月29日—）是美國的一位演員。哈特西最著名的作品包括在TNT電視劇《南國警察》中飾演Sammy Bryant角色，以及Netflix影集—野獸家族（Animal kingdom)中飾演長子安德魯.寇迪。

## 生平

### 早年
出生在馬里蘭州弗雷德里克。他是愛爾蘭人和匈牙利人後裔。

## 影視作品

### 電影
- 《忽然囉囉攣》

### 電視
- 《南國警察》

## 外部鏈結
- 蕭恩·哈特西在互联网电影资料库（IMDb）上的資料（英文）
- 在AllMovie上蕭恩·哈特西的頁面（英文）
- 互联网外百老汇数据库（IOBDB）上蕭恩·哈特西的資料（英文）